# Cabeza
Cabeza is een geslacht van vliesvleugeligen uit de familie Eulophidae. De wetenschappelijke naam van dit geslacht is voor het eerst geldig gepubliceerd in 2003 door Hansson & LaSalle.

## Soorten
Het geslacht Cabeza omvat de volgende soorten:
- Cabeza baeostigma Hansson & LaSalle, 2003
- Cabeza canaliculata Hansson & LaSalle, 2003
- Cabeza laticeps Hansson & LaSalle, 2003
- Cabeza petiolata Hansson & LaSalle, 2003
- Cabeza planiscapus Hansson & LaSalle, 2003
- Cabeza ugaldei Hansson & LaSalle, 2003